# 阿蘇谷
阿蘇谷（葡萄牙語：Vale do Açu）是巴西東北部北里約格朗德州西波蒂瓜爾中區的一個小區。

## 市鎮
阿蘇谷下轄以下的市鎮：
- 阿蘇
- 阿尔托多罗德里格斯
- 卡瑙拜什
- 伊潘瓜苏
- 伊塔雅
- 茹库鲁图
- 蓬登西亚斯
- 曼吉港
- 圣拉斐尔